# John Venn

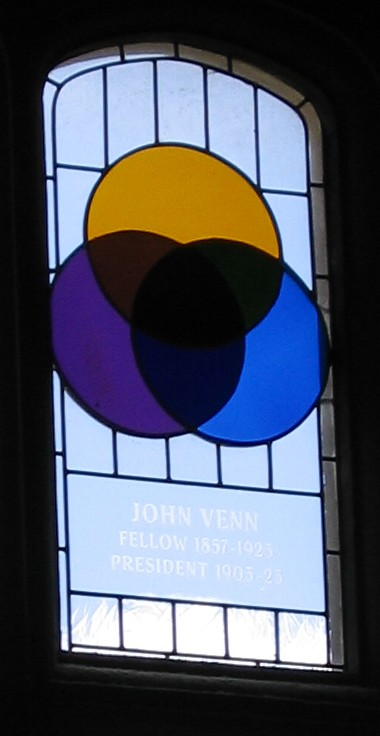
Diagrama de Venn En un finestral del Col·legi de Gonville i Gaius, commemorant el seu creador

John Venn FRS (Kingston upon Hull, 4 d'agost de 1834 - Cambridge, 4 d'abril de 1923) va ser un matemàtic i lògic britànic. Va destacar per les seves investigacions en lògica inductiva. És especialment conegut pel seu mètode de representació gràfica de proposicions (segons la seva qualitat i quantitat) i sil·logismes. Els diagrames de Venn permeten, a més, una comprovació de la veritat o falsedat d'un sil·logisme. Posteriorment van ser utilitzats per mostrar visualment les operacions més elementals de la teoria de conjunts.

## Biografia
John Venn va néixer el 1834 a Hull, Yorkshire. La seva mare, Martha Sykes, provenia de Swanland, a prop de Hull, i va morir mentre John era encara molt petit. El seu pare era el reverend Henry Venn, que en l'època en què va néixer John era el rector de la parròquia de Drypool, també a prop de Hull. Henry Venn venia d'una família distingida. El seu propi pare, l'avi d'en John, el reverend John Venn, havia estat rector de Clapham al sud de Londres. Era el líder de la secta Clapham, un grup de cristians evangèlics que es reunien a la seva església i que promovien la reforma de la presó i l'abolició de l'esclavitud i dels esports cruels.
El pare de John Venn (Henry) va jugar també un paper prominent en el moviment evangèlic. La Society for Missions in Africa and the East ("Societat de les Missions a l'Àfrica i Orient") va ser fundada per la clerecia evangèlica de l'Església d'Anglaterra el 1799, i el 1812 va ser rebatejada com la Church Missionary Society for Africa and the East ("Societat de l'Església missioners d'Àfrica i Orient"). Henry Venn va ser secretari de la Societat des de 1841. Es va mudar a Highgate, prop de Londres, per tal de dur a terme els seus deures. Allà va mantenir la seva posició fins a la seva mort el 1873.
John Venn va ser criat de manera estricta. S'esperava que seguís la tradició familiar com a ministre cristià. Després de passar un temps a l'Escola de Highgate, va entrar al Col·legi de Gonville i Caius, a Cambridge, el 1853. Es va graduar el 1857 i aviat va ser elegit professor adjunt de l'escola. Va ser ordenat diaca d'Ely el 1858 i es va fer sacerdot el 1859. El 1862 va tornar a Cambridge com a professor de ciències morals.
L'àrea de major interès per Venn era la lògica, i va publicar tres texts sobre el tema. Va escriure The Logic of Chance ("Lògica de l'atzar"), que va introduir la teoria de freqüència de la probabilitat, el 1866; Symbolic Logic ("Lògica simbòlica"), que presentava els diagrames de Venn, el 1881; i The Principles of Empirical Logic ("Els principis de la lògica empírica"), el 1889.
El 1883, Venn va ser elegit membre de la Royal Society. El 1897, va escriure una història de la seva escola, anomenada The Biographical History of Gonville and Caius College, 1349-1897. Va començar una compilació de notes biogràfics d'alumnes de la Universitat de Cambridge, treball que va continuar el seu fill John Archibald Venn (1883-1958), publicat com Alumni Cantabrigienses, en 10 volums, entre 1922 i 1953.
Va morir el 1923, a l'edat de 88 anys, a Cambridge, i va ser sepultat en el proper cementiri de l'església de Trumpington.